# Lotte Dammroff
Lotte Dammroff (26 juli 2007) is een Nederlands schermster. Zij komt uit op de wapens floret en degen en werd o.a. met haar team Nederlands Kampioen floret dames senioren op het NK schermen in seizoen 2023-2024.

## Biografie
Lotte werd in 2017 lid van de schermafdeling van TV Rheinfelden 1898 e.V. en staat sinds 2021 officieel ingeschreven bij schermvereniging HollandSchermen waar ze les krijgt van maître Jeroen Divendal en coach Siroos Feizaskari. In 2019 werd ze Nederlands Kampioen bij dames floret U12 en in 2022 werd ze Nederlands Kampioen dames degen U17 en behaalde ze de tweede plek bij dames floret U17. Op degen behaalde Lotte in 2023 op het NK dames degen U17 de eerste plaats.
In 2023 en 2024 kwalificeerde Lotte zich voor het EK in Tallinn en Napels met het wapen floret. In 2023 werd ze 35e en in 2024 behaalde ze de 10e plaats bij dames U17 en de 35e plaats bij dames U20. In de teamcompetitie behaalde ze in 2024 de 11e plaats (U17) en de 13e plaats (U20).
In beide jaren kwalificeerde Lotte zich ook voor het WK in Plovdiv (2023) en Riyadh (2024). In 2023 werd ze 83e (U17) en 52e (U20) en in 2024 50e (U17) en 70e (U20). Met haar team behaalde ze in 2023 de 30e plaats (U20) en in 2024 de 27e plaats (U20).
Daarnaast werd ze in 2024 Nederlands Kampioen bij dames floret U17 én bij dames degen U17.
In 2024 is het clubteam waarmee Lotte aan wedstrijden deelnam genomineerd geweest op het Alkmaars sportgala voor Sportploeg van 2024.

## Resultaten

### Nederlandse Kampioenschappen
Lotte is sinds 2021 actief op het NK senioren floret, en doet sinds 2023 ook met team mee op degen.
|      | Floret      | Floret | Degen       | Degen  |
| Jaar | Individueel | Team   | Individueel | Team   |
| ---- | ----------- | ------ | ----------- | ------ |
| 2021 | 8           | n.v.t. | n.v.t.      | n.v.t. |
| 2022 | 5           | 2      | n.v.t.      | n.v.t. |
| 2023 | 6           | 2      | n.v.t.      | 4      |
| 2024 | 2           | 1      | n.v.t.      | 4      |